# 中国人民解放军第三〇五医院
中国人民解放军第三〇五医院，位于北京市西城区文津街甲13号，是中央军委联合参谋部直属单位，三级甲等医院。

## 简介
中国人民解放军第三〇五医院成立于1969年。地址位于中南海以北，北海公园西侧。到21世纪初，该医院已发展成为集医疗、教学、科研、预防、保健于一体的三级甲等专科医院，是全军老年病中心、全军冠心病诊治中心，总参心血管内科中心，总参脑血管专病中心，总参医学实验研究中心，中直机关体检中心，南方医科大学和中国人民解放军第三军医大学、中国人民解放军第四军医大学、河北医科大学、山西医科大学教学医院，博士、硕士研究生培养点，北京市首批基本医疗保险定点医院。
该医院建院以来，多位时任和卸任党和国家领导人在此逝世。1974年6月1日，周恩来作了第一次大手术，从此入住该医院，直到1976年病逝。在此逝世的政界名人还有华国锋、汪东兴、谷牧、薄一波、王光美等人。歌唱家郭颂等名人也在该医院病逝。中国人民解放军第三〇五医院紧邻文津俱乐部。
中国人民解放军第三〇五医院原先隶属中国人民解放军总参谋部。在深化国防和军队改革中，2016年1月中国人民解放军总参谋部撤销，组建中央军委联合参谋部。该医院转隶中央军委联合参谋部。
因在脱贫攻坚战中作出突出贡献，2021年2月25日全国脱贫攻坚总结表彰大会上，解放军305医院被授予“全国脱贫攻坚先进集体”。

## 历任领导
| 院长 - 李志绥（1970年—1979年） - 徐涛（？—1988年） …… - 张清华少将（？—？） - 沙杭少将（？—2015年） - 李运田少将（2015年—） | 政治委员 - 王明富（？—？） …… - 杨荣海少将（？—？） …… - 金军民少将（？—2013年） - 孙世春少将（2013年—） |